# 斯威夫特 (密蘇里州)
斯威夫特（英語：Swift）是位於美國密蘇里州佩米斯科特縣的鬼鎮。

## 歷史
斯威夫特的郵局於1926年設立，其後於1943年停運。

## 地理
斯威夫特所處的海拔為高於海平面82米（即269英呎），而該地所採用的時區為UTC-6，即北美中部時區（CST）。同時該地設有夏令時間，為UTC-6調快一小時，即UTC-5（CDT）。